# 亞爾德姆雷區
亞爾德姆雷區是阿塞拜疆的一個區，位於該國南部，西與伊朗為界。面積667平方公里，人口53,689人。首府亞爾德姆雷。

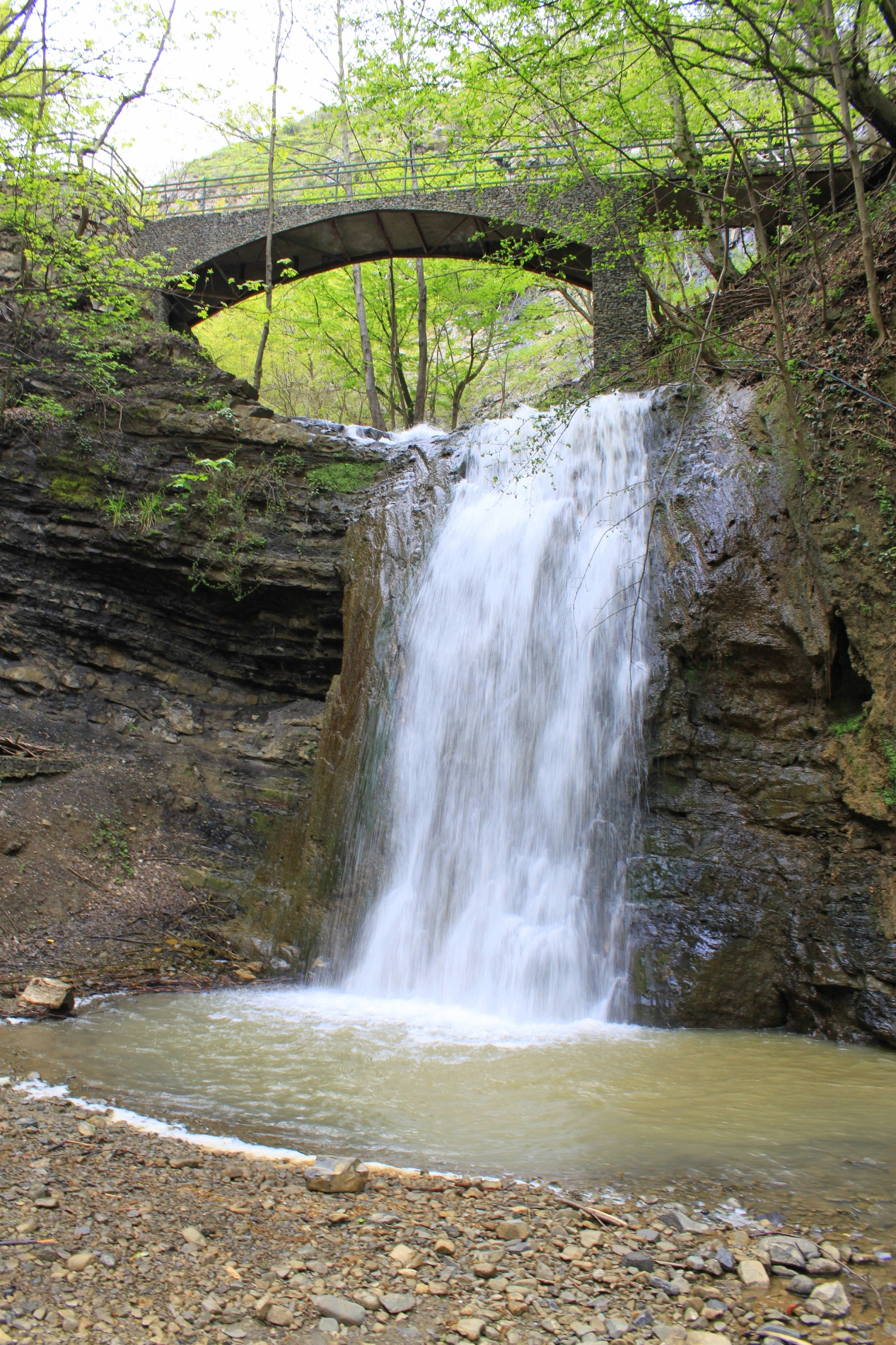
Waterfall in Yardımlı Rayon

1930年設區。